# Likaonia

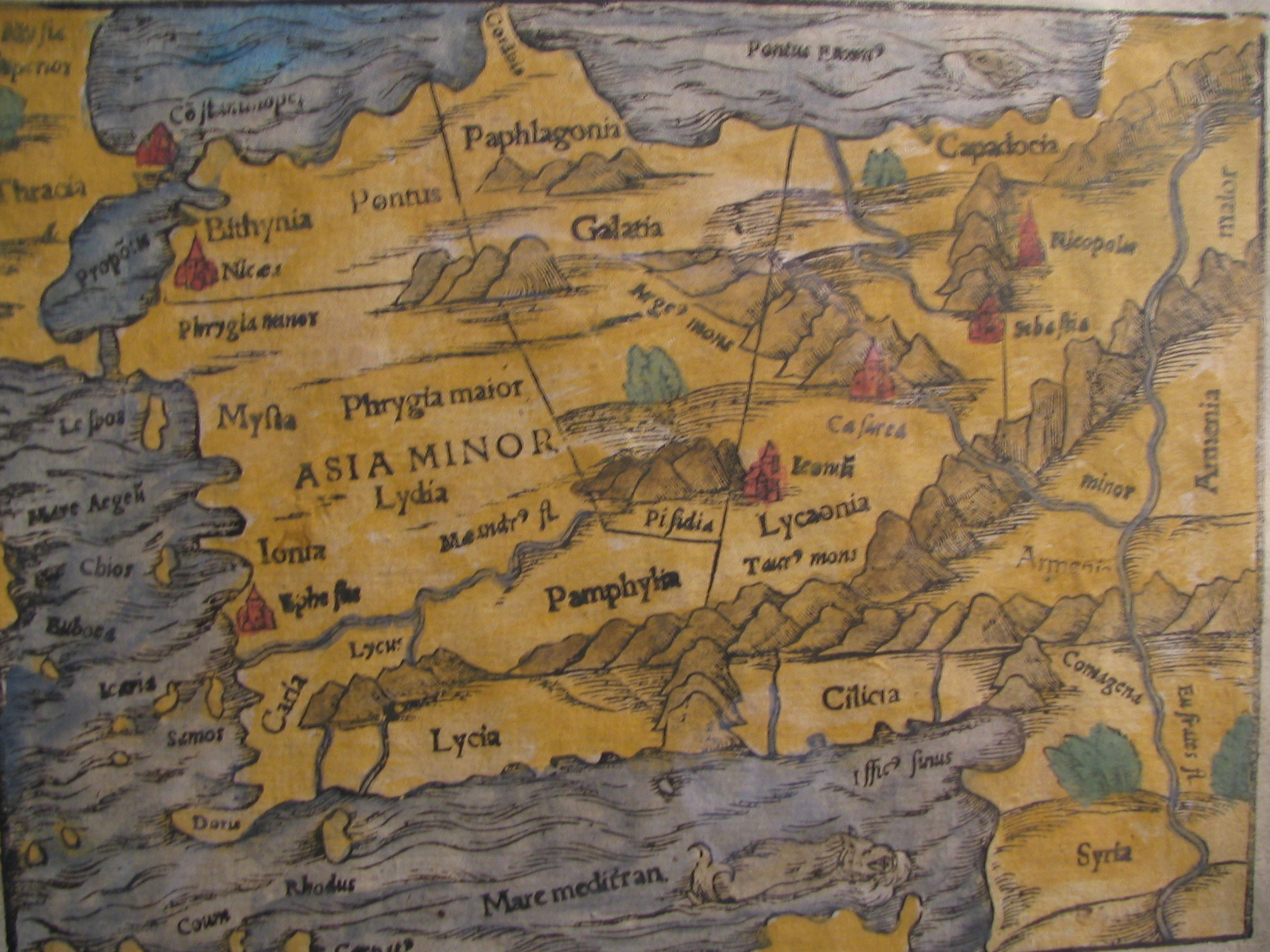
Mapa z XV w. pokazująca Likaonię.

Likaonia, Lycaonia – starożytna kraina leżąca we wnętrzu Azji Mniejszej, na północ od gór Taurus. Jej najważniejszym miastem było Ikonium (Ikonia, Konya). W II lub I wieku podbita i przekształcona w prowincję rzymską.
Według 14 rozdziału Dziejów Apostolskich Likaonię nawiedził w I wieku Św. Paweł wraz z Barnabą.